# 村上賴勝
村上賴勝（日语：／ Murakami Yorikatsu，？—1604年6月25日）是日本戰國時代至江戶時代初期武將、大名。
關於出身，有信濃村上氏、伊予村上氏（村上水軍）一族的說法，但缺乏根據，詳細情況不明。

## 生平
最初仕於丹羽長秀，天正13年（1585年），在長秀死去後，從長秀的嫡男長重之下離去並成為豐臣秀吉的直臣，被賜予加賀國能美郡6萬5千石。此後因秀吉的命令而成為堀秀政、秀治的與力大名，在九州征伐、小田原征伐中從軍。慶長3年（1598年），加增移封至越後國本庄（後來改為村上）9萬石。在慶長5年（1600年）的關原之戰中留在越後，起初採取觀望態度，最後加入東軍，鎮壓國內爆發西軍方上杉氏舊臣引起的上杉遺民一揆，因為這次戰功，在戰後被德川家康保證所領不變。
因為沒有兒子，所以迎堀秀政的三男（但馬守義忠）為養子，不過在22歲時死去，於是迎女婿戶田內記的兒子忠勝為養子。在慶長9年5月28日（1604年6月25日）死去。

## 人物
- 與醫師曲直瀨道三交流，在天正14年（1586年）向道三懇求，於是受道三傳授在日常生活養生的心得『養生和歌』。這個養生心得是由「養生要諦」3條、一般心得17段、以及「世上之慎事（世上の慎み）」7段構成｡